# 무적코털 보보보
《무적코털 보보보》(일본어: ボボボーボ・ボーボボ 보보보보 보보보[*])는 사와이 요시오 원작의 일본만화 및 애니메이션이다. 주인공 보보보는, 자신의 권력을 과시하기 위해 전 지구인들을 모조리 대머리로 만드려는 알대가르퉁 제국의 반들반들리나 4세 대왕에 맞서 두발자유를 외치며 항쟁을 하고 있다.
그러나 내용상으로는 생뚱맞게도 난데없이 아무 근거를 찾지 못하는 '보보보 극장'이 난입하기도 했으며 이것은 팬들에게 폭소를 야기시키기 위한 고의적인 연출이었다. 사실 이 작품의 의도 자체가 오직 폭소를 터뜨리게 하기 위해서만 철저하게 시놉시스를 짜서 만든 작품이다. 대한민국에서는 대원씨아이에서 연재했다.

## 등장인물

### 주연
- 보보보

주인공.. 코털로 온갖 묘기를 선보일 수 있다. 나이는 200살이며, 6형제 중에 막내다.. 동료를 무기나 방패로 삼는 등 친구를 전혀 소중히 하지 않는다. 참고로 만화 등장인물 인기 투표에서 10명중 1위를 했다.
- 돈파치 (돈벼락)

보보보와 서로 자기가 더 진상이라고 싸우는 사이이며 때로는 합체하기도 한다. 구라파의 대장이며, 굉장히 화가 나면 돈파치로 각성해 굉장히 강해진다. (이름의 철자가 다르다. 하지만 한국어로는 구별 불가.) 세계 최고의 하지케리스트이자 세계 최고의 변태이며 이 만화의 여주인공은 자기라고 뷰티에게 따진다.
- 뷰티

이 만화의 여주인공이며 얘도 절대로 정상이 아니다. 최고의 태클러이며, 비상식적인 일을 너무 많이 당하면 머리가 돌아서 폭력적으로 변한다. 태클이 묘하게 이상한 것이 이녀석도 정상이 아니라는 걸 알려준다.
- 헷포코마루 (이까스뀌리)

방귀 진권을 사용하며, 태클계로는 2인자. 목걸이를 풀면 [[아기 인격이 되어 엄청난 강자가 된다. 뷰티를 짝사랑한다.
- 토코로 텐노스케 (젤라티노)

유통기한이 지난 우뭇가사리로써, 털사냥대 최강 기지인 A블록기지의 대장 이었다. 우뭇가사리지만 한국에선 유명하지 않아 젤리가 되어버렸다. 그때문에 젤리에 간장 넣어 먹는 우스운 상황이 연출되었다. 사실상 상당한 강자이지만 워낙 강자가 판치는 세계라 묻힌다.
- 덴가쿠맨 (떡꼬치맨)

돌연변이 강아지로써, 털사냥대의 또다른 최강부대 Z기지의 대장 이었다. 귀여운 얼굴이다. 하지만 왕따다.
- 소프톤

바빌론 신을 모시는 바빌론진권의 소유자다. 머리는 아이스크림이라고 본인은 주장하지만 '응가'로 보인다.. 사실 저건 머리카락이고 머리카락이 풀어지면 미청년이 된다.
- 파천황

구라파 단원으로, 열쇠 진권의 소유자이며 돈벼락에게 두목이라 부른다.
- 어뢰걸

어뢰에 팔다리가 달린 모습의 여자다. 털사냥대 사천왕인 OVER가 변한 모습이다. 주접떨면 죽일듯이 들이받는데, 우습게도 자기도 주접을 무지막지하게 떤다. 소프톤을 좋아한다. 어떤 이상한 상황에도 '왜냐하면 나는 어뢰니까!'라는 말로 납득시킨다.
- 서비스맨

모든것을 서비스 해준다는 것이라할까 하는짓이 변태적이다.

### 악역
- 츠르츠르리나 4세

작중 악역이라면서 하는 짓은 죄다 삭발시키는 행동이다. 전 지구인을 대머리로 만드려는 야욕이 털왕국 생존자인 보보보와 츠르츠르리나 4세가 맞서 싸우게 되는 원인이 되었다. 괴물과 결혼해 뇌를 빨아먹혔다.
- 군함

보보보의 친구였으며 삐뚤어져서 마르가리타 대국의 사천왕이 되었다. 리젠트를 하고 있다.
- 푸르프

사천왕이지만 활약은 없는 개그 캐릭터이다.
- OVER

사천왕이며 굉장히 강하다. 극악참혈 진권을 쓰며, 무기는 큰 가위다. 그가 분노하면 어뢰걸로 변신한다.
- 할레쿨라니

사천왕 최강. 돈을 무기로 쓰는 고져스 진권을 쓴다.
- 기가

마르가리타 대국 옆의 사이버 도시의 주인. 현재 왕인 츠르츠르리나 4세와 대등한 권력을 지니고 있다.
- 전뇌 6투기사

기가의 부하들이다.
- 파나
- 소닉
- 시인
- 차만(구르맨)
- 왕용아
- J

- 츠르츠르리나 3세

100년동안 잠만 자다가 갑자기 일어나서 행패를 부린다. 사람이 아니며 인간을 매우 경멸한다.
- 하이드레이트

## 퓨전 등장인물
- 보보락

보보보와 돈벼락이 합체했다. 초록머리의 미남. '돈파치 검'이 주 무기.
- 보보락티노

보보보와 돈벼락이 합체하는데 젤라티노가 슬쩍 끼어들었다. 속눈썹진권을 쓰며, 사람얼굴이 조각된 다나카소드가 무기. 진짜로 공간에 상대를 가둬 공격한다.
- 떡보

여자 몸이지만 일단 남자로 취급. 보보보와 떡꼬치맨이 융합한 미소녀(?)전사다.
- 락보보

돈벼락과 보보보가 합체, 번쩍번쩍 불꽃튀는 강자가 되었다. 양손의 물건을 합쳐 무기로 쓴다. 최강 무기는 돈벼락 소드와 마검 무 블레이드를 합친 사탕수수 세이버.
- 젤보보

보보보와 젤라티노가 합체했다. 평화주의자라고 주장하지만 자기 자신은 엄청 폭력적이다.